# Jan Rodzoń
Jan Rodzoń (ur. 1931 w Mostach Wielkich, zm. 12 marca 2016 w Sosnowcu) – polski inżynier, działacz sportowy i społeczny.

## Życiorys
Urodził się w 1931 w Mostach Wielkich pod Lwowem. Ukończył studia na Wydziale Górniczym Akademii Górniczo-Hutniczej w Krakowie. Od 1957 do 1974 był zatrudniony w KWK Niwka-Modrzejów, w której został naczelnym inżynierem, później do 1981 pracował w KWK Sosnowiec. Następnie sprawował stanowiska dyrektora technicznego w Dąbrowskim Zjednoczeniu Węglowym w Sosnowcu, od 1985 do 1992 dyrektora naczelnego w Dąbrowskim Gwarectwie Węglowym (późniejsze Przedsiębiorstwo Eksploatacji Węgla „Wschód”). 
Równolegle z pracą zawodową był działaczem sportowym. Pełnił funkcję prezesa klubu AKS Górnik Niwka przy KWK Niwka-Modrzejów. Od 1979 do 1980 był prezesem sekcji piłkarskiej Zagłębia Sosnowiec. Na przełomie lat 70. i 80. sprawował stanowisko prezesa sekcji hokeja na lodzie klubu Zagłębia Sosnowiec. W tym czasie drużyna zdobywała medale mistrzostw Polski: czterokrotnie złoty (1980, 1981, 1982, 1983) i trzykrotnie srebrny (1978, 1979, 1984). Od 1984 do 1992 przez dwie kadencje pełnił funkcję prezesa Polskiego Związku Hokeja na Lodzie (ponownie wybrany 6 czerwca 1988). W tym czasie był szefem polskiej ekipy w turniejach mistrzostw świata (czterokrotnie) oraz zimowych igrzysk olimpijskich w 1988, 1992. Był inicjatorem powołania Niepublicznego Liceum Ogólnokształcącego Szkoły Mistrzostwa Sportowego Polskiego Związku Hokeja na Lodzie w Sosnowcu. Przyczynił się także do powstania analogicznej sosnowieckiej SMS dla dziewcząt w dyscyplinie piłki siatkowej.
Ponadto inicjował budowę obiektów sportowym oraz Szpitala Górniczego w Sosnowcu. Hobbystycznie zajmował się strzelectwem myśliwskim. Od 1985 do 1995 pełnił funkcję przewodniczącego Komisji Strzelectwa Myśliwskiego Wojewódzkiej Rady Łowieckiej w Katowicach, a od 1996 zasiadał w Komisji Rewizyjnej Polskiego Związku Łowieckiego. Sprawował mandat radnego Rady Miasta Sosnowca kadencji 1998–2002, pełniąc stanowisko wiceprzewodniczącego rady.
Zmarł 12 marca 2016 w wieku 85 lat w Sosnowcu. Został pochowany na cmentarzu komunalnym w Będzinie.

## Odznaczenia i wyróżnienia
- Krzyż Oficerski Orderu Odrodzenia Polski (2000)[7]
- Odznaka „Zasłużony dla Miasta Sosnowca” (2002)[1]
- Złoty Medal za Zasługi dla Polskiego Ruchu Olimpijskiego
- Nagroda Miasta Sosnowca (2004)
- Honorowy prezes Polskiego Związku Hokeja na Lodzie[8]